# Баба Кухи Ширази
Баба́ Кухи́ Ширази́ (полное имя Шейх Абу Абдаллах Мохаммад ибн Абдаллах ибн Обайдаллах Бакуйа Ширази, был также известен под нисбой Ибн Бакуйа, Бакуви, Бакуйя и Нишапури) — персидский суфий второй половины X—первой четверти XI века.

## Жизнь и творчество
Несмотря на многие упоминания о нем в суфийской литературе, почти ничего не известно о жизни Баба Кухи. Согласно М. Кашеффу, возможно родился в Ширазе, где, еще молодым, он познакомился со знаменитым мистиком Абу Абдаллах Мохаммад ибн Кафифом и арабским поэтом Мутаннаби. Согласно азербайджанскому советскому историку Саре Ашурбейли, Баба Кухи Бакуви родился в 948 году в Баку в семье богослова. Первым его учителем, по словам Ашурбейли, был его же родной отец. 
Как отмечает Кашефф, Баба Кухи много путешествовал в поисках истории касающихся суфийским шейхам и их изречений. В течение этих путешествии познакомился с крупнейшими суфиями своего времени среди которых Шейх Абу Саид Аби-л Кайр и Абу-л Касем Абд-аль-Карим Косайри. Изначально Бакуви, как отмечает Ашурбейли, был последователем захиритов, а позднее стал батинитом. Покинувший Баку в преклонном возрасте Бакуви поселился в пещере на горе, где вёл отшельнический образ жизни. Бакуви много путешествовал, побывал в Иране, Средней Азии, Аравии и, по предположениям Сары Ашурбейли, в Индии. Окончив странствия, Бакуви поселился в Нишапуре и Ширазе. Согласно М. Кашефф, в 1035 году Баба Кухи находился в Нишапуре, но в итоге вернулся в Шираз и уединился в пещере на горе (сейчас называется Баба Кухи) к северу от города. Там он вскоре умер в пожилом возрасте и был похоронен в 1037 году. Согласно исследователю Солмаз Рзакулизаде, Бакуви умер в 1051 году.
Свои стихи Бакуви писал под псевдонимом Баба-Кухи, что означает «старец, живущий в горах», что по предположениям Кашеффа, является простонародным изменением имени Ибн Бакуйа. Впервые это имя упоминается поэтом Саади. Нисба обычно связывалась с местом рождения или смерти лица, или же с длительным пребыванием его в этом месте, поэтому в случае с Кухи встречается тройная нисба. Местом рождения Баба Кухи азербайджанский исследователь Солмаз Рзакулизаде также считает Баку. И хотя ни в одном источнике не говорится о том, где родился Кухи, все, называя его имя определяют нисбу его как Бакуйа Ширази, изредка прибавляя Нишапури. Нисбу Бакуви арабские источники давали в четырёх вариантах — Бакуйа, Баку, ибн Бакуйа и ибн Баку. Появление же нисбы Ширази Солмаз Рзакулизаде объясняет тем, что в Ширазе Кухи длительное время был учеником ибн Хафифа. Абуль-Аббас Зеркуб Ширази, упоминая Кухи в числе ширазцев-последователей ибн Хафифа в своем «Шираз-намэ», называет его «более известным» как Бакуви. В связи с этим нисбу Бакуви объясняют только как указывающую на место рождения. Это предположение подкрепляется также тем, что в Бакуви, согласно Рзакулизаде, был братом философа и богослова Пир Гусейна Ширвани.
Факр аль-Замани передает легенду, согласно которой молодой поэт Хафиз, подвергающийся тогда насмешкам со стороны соотечественников из-за не лучшей поэзии, проводил молитву у могилы Баба Кухи в течение трех ночей. Согласно легенде на третий ночь его посетил Имам Али, который дал ему небесный кубок, тем самым открывая для Хафиза двери всех знаний и наделяя его даром поэзии.
Бакуви был шиитом, однако поскольку его мировоззрение носило влияние культа огня и поклонения солнцу, Сара Ашурбейли отмечает, что его нельзя считать правоверным мусульманином.
Из произведений сохранилась «Бедайат хал аль-Халладж ва нехайатоху». Самани упоминает также «Кетаб макамат аль-машайек». Приписываемый ему персидский диван, как это верно аргументировал Казвини, должен принадлежать посредственному поэту более позднего времени, вероятно XVII века, чей псевдоним Кухи, очевидно, стал причиной неверной атрибуции. Баба Кухи разработал символический язык суфизма, его основной жанр газель. Он переплетает мотивы традиционной лирической литературы с идеями мусульманской теологии. Сочинения Бакуви, по словам Ашурбейли, состоят из сборника хадисов, сборника о жизни суфиев, «Ахбар ал-арифин», «Ахбар ал-гафилин», а также сборника стихов и афоризмов. Бакуви среди выдающихся средневековых учёных, происходивших из Ширвана, упоминает азербайджанский ученый Аббас-Кули-ага Бакиханов.
В начале 90-х годов близ Девичьей башни в Баку в результате археологических раскопок была обнаружена мечеть, принадлежавшая по мнению азербайджанского археолога Фархада Ибрагимова, Баба Кухи.